# Francisco Zueras Torrens
Francisco Zueras Torrens (Barbastro, Huesca, 1918 – Córdoba, 9 de marzo de 1992) fue caricaturista, dibujante, pintor, muralista y de profesor de dibujo español que desarrolló la mayor parte de su obra en la ciudad de Córdoba.

## Biografía
Perteneció al equipo de profesores de la Universidad Laboral de Córdoba desde 1956, en donde se manifestó como un destacado pedagogo, e incansable difusor del arte y propagador de artistas. 
Numerario de la Real Academia de Córdoba y de San Fernando, en honor a su tarea fue designada con su nombre la Sala de Exposiciones de la Universidad Laboral, donde había trabajado más de 30 años. 
Contertulio habitual de reuniones artísticas, compatibilizando su tiempo con el ejercicio del profesorado, concibió y creó más de 120 obras, algunas de ellas de gran dimensión, como los murales de la antigua Universidad Laboral. Estuvo casado con Lorenza Segarra Sanserni, fallecida en 1948, con la cual tuvo una hija, María del Carmen, posteriormente contrajo matrimonio con Manuela Pizarro Rodríguez.

## Obras escritas
- Antonio del Castillo: un gran pintor del Barroco (1982)
- Goya en Andalucía (Córdoba, Sevilla y Cádiz), 1989
- Bartolomé Bermejo, el pintor nómada (1983)
- Figuras fundamentales del arte cordobés: siglos XV al XX (1985)
- Picasso, andaluz universal 1982)
- Un siglo de pintura cordobesa, 1791-1891 1984)
- Julio Romero de Torres y su mundo 1987)
- El pintor Rafael Botí (1984)
- Homenaje de la escultura cordobesa a Mateo Inurria